# The Mummy (franchise)

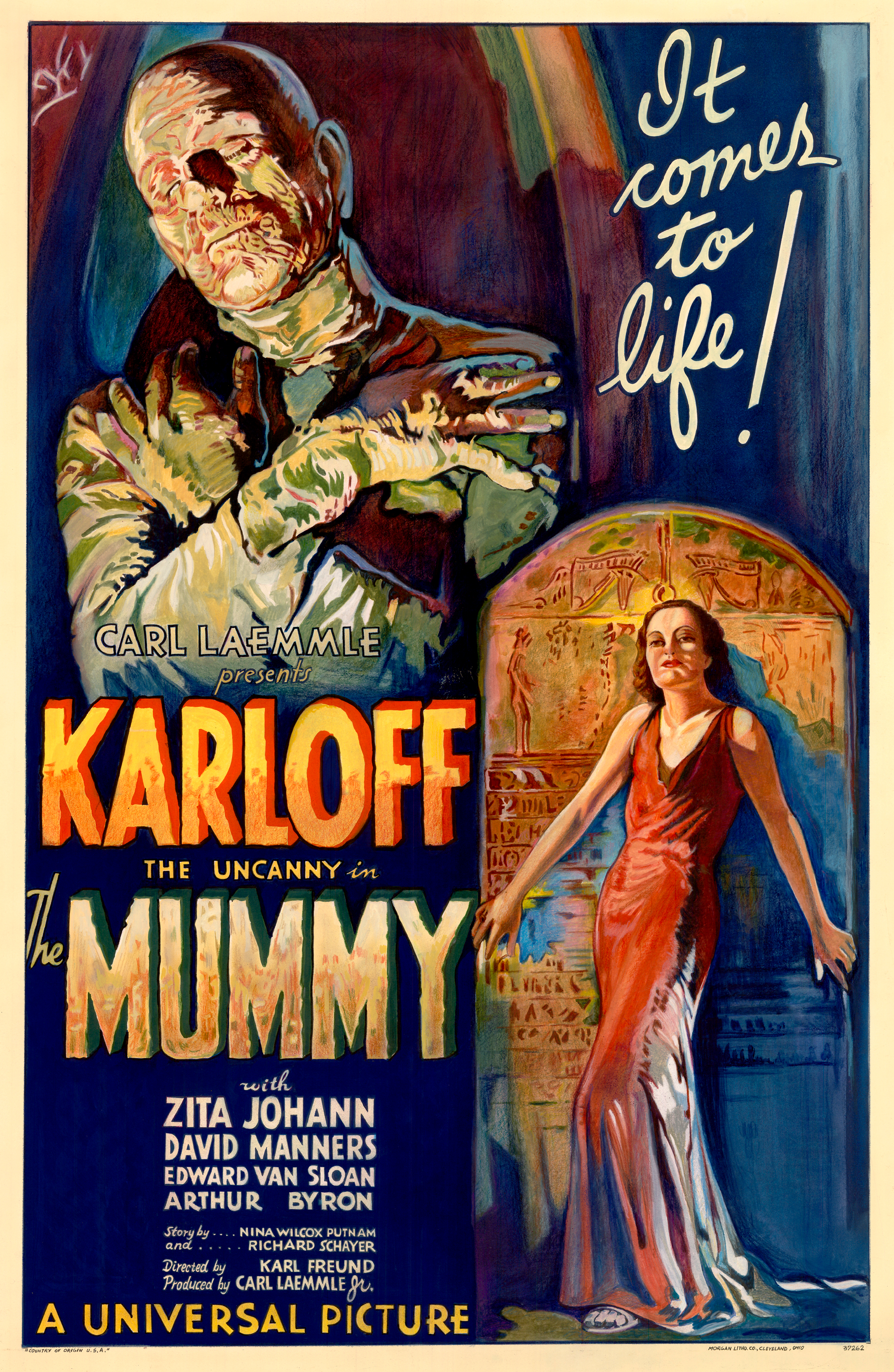

The Mummy is een Amerikaanse/Britse horror-mediafranchise rond een groep (meestal archeologen) die een (meestal Egyptische) graftombe openbreken waarna er een mummie tot leven komt die vele slachtoffers maakt. Het personage van de mummie is op vijf films na Imhotep of Kharis. De franchise bestaat vooral uit zeventien langspeelfilms, vijf computerspellen en een animatieserie. Dertien langspeelfilms zijn geproduceerd door het Amerikaanse Universal Pictures en deze dertien films behoren ook tot de cross-over mediafranchise Universal Monsters. De overige vier films werden geproduceerd door het Britse Hammer Film Productions. Het subgenre van deze franchise is de monsterfilm.

## Originele film
Toen Universal nog niet zo succesvol was, kende het zijn eerste echte successen met de horrorfilms Dracula en Frankenstein. Geïnspireerd op de opening van de tombe van Toetanchamon in 1922 en de fictieve vloek van de farao die hieraan verbonden is, zocht de producent Carl Laemmle Jr. naar een roman die als basis zou kunnen dienen voor een horrorfilm. Die vond hij niet, dus werd er zelf een scenario geschreven op basis van Alessandro Cagliostro's biografie. Dit vormde het begin van The Mummyfranchise. Na veel aanpassingen werd Imhotep als hoofdpersonage gekozen voor de eerste film. Hij was zogezegd een priester die gestraft werd wegens zijn verboden liefde voor de prinses wier tombe hij voor eeuwig moet bewaken. Deze film behoort tevens ook tot de Universal Monstersfranchise.

### The Mummy(1932)
The Mummy is een Amerikaanse horrorfilm uit 1932, geproduceerd door Universal Studios. Hij werd geregisseerd door Karl Freund. Hoofdrollen werden vertolkt door Boris Karloff, Zita Johann, David Manners en Edward van Sloan. Tevens vertolkt Boris Karloff de rol van de mummie Imhotep.
In Egypte vindt een groep archeologen de mummie van de Oudegyptische priester Imhotep. Een van de archeologen leest per ongeluk een spreuk voor die de mummie weer tot leven brengt. Imhotep ontsnapt aan de archeologen en gaat naar Caïro om de reïncarnatie van zijn oude geliefde, prinses Ankh-es-en-amon, te zoeken. Imhotep probeerde eeuwen geleden haar ziel al eens terug te laten keren uit de onderwereld door middel van een verboden ritueel. Als straf werd hij toen levend gemummificeerd.

## Eerste filmreeks
In 1940 kwam er een remake van de originele film met wat aanpassingen aan het script. Het personage Imhotep (de mummie) wordt vervangen door Kharis. Kharis is echter afhankelijk van de bladeren van een fictieve plant genaamd Tanna. Die heeft hij nodig om te overleven, terwijl Imhotep daarentegen na de spreuk niets meer nodig had. Diegene die deze plant bezitten, maken Kharis in meerdere films tot hun slaaf. Voor de herkomst van Kharis in de eerste film is er materiaal uit de originele film hergebruikt. De eerste film is in echter in tegenstelling tot het origineel een B-film. Toch kreeg deze film drie vervolgen en in 1955 werd er een parodie op gebaseerd. Deze filmreeks behoort tevens ook tot de Universal Monstersfranchise.

### The Mummy's Hand(1940)
The Mummy's Hand is een Amerikaanse horrorfilm geproduceerd door Universal Studios. Hij werd geregisseerd door Christy Cabanne en ging in première op 20 september 1940. De hoofdrollen werden vertolkt door Dick Foran, Peggy Moran, Tom Tyler en Wallace Ford. Tevens vertolkt Tom Tyler de rol van de mummie Kharis.
In Egypte vinden een archeoloog genaamd Stephen Banning en zijn vriend genaamd Babe Jenson de tombe van de prinses Ananka. Deze tombe wordt bewaakt door een kwaadaardige hogepriester van Karnak genaamd Andoheb en een levende mummie genaamd Kharis. De priester leidt Kharis naar het duo toe. Het duo wordt geholpen door de schoonheid Marta Solvani.

### The Mummy's Tomb(1942)
The Mummy's Tomb is een Amerikaanse horrorfilm geproduceerd door Universal Studios. Hij werd geregisseerd door Harold Young en ging in première op 23 oktober 1942. De hoofdrollen werden vertolkt door Lon Chaney, Jr., Dick Foran en John Hubbard. Tevens vertolkt Lon Chaney jr. de rol van de mummie Kharis.
Deze film speelt zich dertig jaar na de vorige film af. Stephen Banning woont nu weer in de Verenigde Staten en is nu een oude man. In Egypte vertelt een oude Andoheb hetgene dat in de vorige film gebeurde aan zijn opvolger Mehemet Bey voordat hij schijnbaar doodgaat. Bey gaat onmiddellijk naar de Verenigde Staten met de mummie Kharis om de levende expeditieleden uit de vorige film en hun familie te doden.

### The Mummy's Ghost(1944)
The Mummy's Ghost is een Amerikaanse horrorfilm geproduceerd door Universal Studios. Hij werd geregisseerd door Reginald Le Borg en ging in première op 7 juli 1944. De hoofdrollen werden vertolkt door Lon Chaney, Jr., John Carradine, Robert Lowery en Ramsay Ames. Tevens vertolkt Chaney jr. de rol van de mummie Kharis.
De film speelt zich vijf jaar na de vorige film af, opnieuw in de Verenigde Staten. Hogepriester Andoheb leeft nog en stuurt een nieuwe priester genaamd Yousef Bey. Ze zijn nu priesters van het fictieve Arkam, in plaats van Karnak in de vorige films. Bey moet Kharis en het lichaam van prinses Ananka terug naar Egypte brengen. Het lichaam van Ananka is echter spoorloos en gereïncarneerd in een nieuw lichaam. Bey moet met behulp van Kharis de reïncarnatie van Ananka ontvoeren. Het is aan Tom Hervey en de rest van het stadje om dit te verhinderen.

### The Mummy's Curse(1944)
The Mummy's Curse is een Amerikaanse horrorfilm geproduceerd door Universal Studios. De film werd geregisseerd door Leslie Goodwins en ging in première op 22 december 1944. De hoofdrollen werden vertolkt door Lon Chaney, Jr., Peter Coe en Virginia Christine. Tevens vertolkt Chaney jr. de rol van de mummie Kharis.
De fikl speelt zich 25 jaar na de vorige film af, opnieuw in de Verenigde Staten. Dennis Moore en Dr. Ilzor Zandaab zoeken naar de overblijfselen van Kharis en prinses Ananka. Ze vinden nietsvermoedend het meisje Ananka dat weer tot leven komt. Hierdoor komt ook de mummie Kharis weer tot leven. Dr. Ilzor Zandaab blijkt ook de nieuwe hogepriester van Arkam te zijn. Ragheb is tevens ook zijn leerling. Samen zetten ze Kharis aan tot moord wanneer hij Ananka zoekt.

## Parodiefilm
De laatste films van de originele Universal Monstersfranchise waren meestal cross-over parodieën met het het komische duo Abbott en Costello in de hoofdrol. Dit duo ontmoet dan in die films een bekend personage uit een van de horrorfilms van de Universal Monstersfranchise. Dit gebeurde ook met The Mummy. Deze film behoort dus ook tot de Universal Monstersfranchise. Als mummie werd gekozen voor het personage Klaris, een neefje van Kharis.

### Abbott and Costello Meet the Mummy(1955)
Abbott and Costello Meet the Mummy is een Amerikaanse komische horrorfilm geproduceerd door Universal Studios. De film werd geregisseerd door Charles Lamont en ging in première op 23 mei 1955. De hoofdrollen werden vertolkt door Bud Abbott, Lou Costello, Eddie Parker en Marie Windsor. Tevens vertolkt Parker de rol van de mummie Klaris. Parker was ook eerder de mummie, maar dan als stuntman.
In Egypte zou er een mummie genaamd Klaris de tombe van prinses Ara bewaken. Deze mummie heeft een heilig medaillon met daarop de locatie van de schat van Ara. Er zijn verscheidene mensen die die schat in handen willen krijgen. Te midden van hen zijn er twee Amerikanen die toevallig het medaillon in handen krijgen.

## Films geproduceerd door Hammer
Twee jaar na de vorige film, begon een Brits bedrijf genaamd Hammer Film Productions horrorfilms te maken. Het bedrijf was eerder failliet gegaan en zijn nieuwe horrorfilms bleken een succes. Wanneer het meer horrorfilms rond de klassieke monsters wilde produceren, kwam het in gerechtelijke problemen met Universal Studios wegens schending van auteursrechten. Het bedrijf paste de eerste script rond The Curse of Frankenstein aan waardoor de films plots niet al te veel op elkaar leken. Hierdoor kon de film toch verschijnen en werd onverwacht een succes. Nog een jaar later besloot Hammer Film Productions een film rond Dracula te maken, waardoor het opnieuw in een rechtszaak met Universal terechtkwam. Hammer wijzigde het script opnieuw radicaal. De film werd deze keer een nog groter succes en verbeterde records in het Verenigd Koninkrijk. Hierdoor gaf Universal toestemming aan Hammer om zijn klassieke horrorfilms te rebooten. Hammer besloot als eerste om The Mummyfranchise te rebooten. Enkel de eerste film is een reboot op de Universalfilms. Daarna bedacht Hammer zelf volledig de films of baseerde die op iets anders. Deze vier films behoren niet tot de Universal Monstersfranchise omdat ze niet door Universal Studios gemaakt zijn en omdat de films geen cross-overs zijn. Tevens is er ook geen moeite gedaan om de films op elkaar te laten opvolgen. Deze vier films van Hammer Film Productions zijn dus losstaande films, maar in tegenstelling tot de voorgaande films wel kleurenfilms. Ondanks dat Universal toestemming gaf, zijn de rechten nog steeds van Universal. Elke film heeft ook een andere mummie als personage.

### The Mummy(1959)
The Mummy is een Britse horrorfilm geproduceerd door Hammer Film Productions. De regie was in handen van Terence Fisher en de film kwam in première op 25 september. 1959. De hoofdrollen werden vertolkt door Christopher Lee en Peter Cushing. Tevens vertolkte Christopher Lee de rol van de mummie Kharis die weer tot leven komt met de boekrol van het leven zoals in de originele film. Hoewel dat de filmtitel suggereert dat het een remake is van de film uit 1932, is het plot overgenomen van twee andere films van Universal: The Mummy's Hand (1940) en The Mummy's Tomb (1942).
De film speelt zich af in Egypte in het jaar 1859. Een groep archeologen, onder wie John Banning, zijn vader Stephen Banning en zijn oom Joseph Whemple, is op zoek naar de tombe van prinses Ananka, de priesteres van Karnak. Ze vinden die en roven het graf leeg. Hierbij komt de mummie Kharis tot leven die samenwerkt met een aanbidder van Karnak genaamd Mehemet Bey. Hij beveelt de mummie om de archeologen die terug naar Engeland gegaan zijn te doden.

### The Curse of the Mummy's Tomb(1964)
The Curse of the Mummy's Tomb is een Britse horrorfilm geproduceerd door Hammer Film Productions. De film werd geregisseerd door Michael Carreras en kwam uit op 18 oktober 1964. De hoofdrollen werden vertolkt door Terence Morgan, Ronald Howard, Fred Clark en Jeanne Roland. Dickie Owen vertolkte de rol van de mummie Ra. Het personage van de mummie is nu zelf een prins. De film is geen vervolg op de vorige film van Hammer en is ook geen remake van een eerdere film.
De film speelt zich af in het jaar 1900 in Egypte. Drie archeologen vinden de tombe van prins Ra. De mummie wordt verkocht aan het British Museum in Londen, maar komt daar echter tot leven.

### The Mummy's Shroud(1967)
The Mummy's Shroud is een Britse horrorfilm geproduceerd door Hammer Film Productions. De film werd geregisseerd door John Gilling en kwam uit op 15 maart 1967. De hoofdrollen werden vertolkt door André Morell, John Phillips, David Buck en Maggie Kimberly. Dickie Owen vertolkte opnieuw de rol van de mummie, maar ditmaal van het personage Prem. Prem was een dienaar van farao Kah-To-Bey. De film is geen vervolg op de vorige film van Hammer en is ook geen remake van een eerdere film.
De film speelt zich af in 1920 in Egypte. Een groep archeologen vindt de tombe van de fictieve farao Kah-To-Bey. Er is echter een andere mummie bij de farao genaamd Prem. Hij stierf als een jongen bij het beschermen van de farao. De mummies komen terecht in een museum in Caïro waarop de mummie van Prem tot leven komt.

### Blood from the Mummy's Tomb(1971)
Blood from the Mummy's Tomb is een Britse horrorfilm van Hammer Film Productions. Het was de laatste film geregisseerd door Seth Holt. Hij stierf in de laatste week van de opnames. Michael Carreras nam de regie over. Het kwam in première op 14 oktober 1971. De hoofdrollen werden vertolkt door Valerie Leon, Andrew Keir, Mark Edwards, James Villiers, Hugh Burden en Aubrey Morris. Valerie Leon vertolkt de rol van de enige vrouwelijke mummie Koningin Tera en haar reïncarnatie Margaret Fuchs. De film is geen vervolg op de vorige film van Hammer en is ook geen remake van een eerdere film. Wel is de film in tegenstelling tot de vorige The Mummyfilms gebaseerd op Bram Stokers roman The Jewel of Seven Stars uit 1903. Dit is de laatste film geproduceerd door Hammer in deze franchise.
In Egypte vindt een groep archeologen onder leiding van professor Fuchs de tombe van Koningin Tera die beroemd was voor haar magische gaven. Fuchs vindt in de tombe tevens een ring die hij aan zijn dochter Margaret geeft wanneer hij terug in Londen is met het lichaam van Tera.

## Tweede filmreeks
In 1999 Stephen Sommers schreef en regisseerde een nieuwe The Mummyfilm gebaseerd op de originele film uit 1932. De film werd een succes en kreeg twee vervolgen, een eigen animatieserie en een spin-off met vier langspeelfilms: The Scorpion King. Naarmate de films vorderden werd de rol van Stephen Sommers steeds kleiner. Deze filmtrilogie had onder andere Brendan Fraser, Rachel Weisz, Arnold Vosloo, John Hannah en Jet Li in de hoofdrol. De eerste twee films draaien opnieuw rond de originele mummie: de Egyptische Imhotep gespeeld door Arnold Vosloo. De derde film is echter een uitzondering in de franchise. Hier draait het voor de eerste keer om een niet-Egyptische mummie. Het draait namelijk rond een Chinese mummie van keizer Han bijgenaamd de drakenkeizer. Keizer Han wordt gespeeld door Jet Li. De derde film is ook niet geschreven of geregisseerd door Stephen Sommers.

### The Mummy (1999)
The Mummy is een Amerikaanse horrorfilm geproduceerd door Universal Studios. De film werd geschreven en geregisseerd door Stephen Sommers en kwam in première op 7 mei 1999. De film had in de hoofdrollen Brendan Fraser, Rachel Weisz en Arnold Vosloo als de opnieuw tot leven gewekte mummie Imhotep. De film is gebaseerd op de originele film The Mummy uit 1932. Het werd voor 25 prijzen genomineerd, waarvan het er 5 won.
Het verhaal speelt zich af in 1926 in Egypte. De Amerikaanse Rick O'Connell vecht in het Frans Vreemdelingenlegioen tegen een grote groep Arabieren. Hij wordt gevangengenomen bij een beeld waar ooit de vervloekte priester Imhotep begraven werd. Hij wordt van de doodstraf vrijgekocht door Evelyn en haar broer om als gids te dienen in de buurt waar hij gevochten heeft. Hierdoor wekken ze echter Imhotep weer tot leven.
De film had een budget van $80 miljoen en een opbrengst van $415,9 miljoen. Hiermee is het de zesde succesvolste film van dat jaar.

### The Mummy Returns (2001)
The Mummy Returns, ook wel The Mummy 2, is een Amerikaanse horrorfilm geproduceerd door Universal. De film werd geschreven en geregisseerd door Stephen Sommers en kwam in première op 4 mei 2001. De film had in de hoofdrollen Brendan Fraser , Dwayne Johnson Rachel Weisz en Arnold Vosloo opnieuw als de mummie Imhotep. Het was de eerste grote rol van Dwayne Johnson. Op zijn personage The Scorpion King werden er vier prequels op gebaseerd. Het werd voor 18 prijzen genomineerd waarvan het er 4 won.
We bevinden ons tien jaar na de gebeurtenissen in de vorige film in Engeland. Rick O'Connell en Evelyn komen er echter achter dat Imhotep weer tot leven is gekomen en ze moeten verhinderen dat hij de macht krijgt over het leger ondoden van de schorpioenenkoning (Scorpion King). De armband die het leger tot leven brengt, is toevallig in handen van de zoon van Rick en Evelyn. Ze moeten Imhotep stoppen en verhinderen dat het leger ondoden de wereld verwoest.
De film had een budget van $98 miljoen en een opbrengst van $433 miljoen. Hiermee is het de zevende succesvolste film van dat jaar.

### The Mummy: Tomb of the Dragon Emperor(2008)
The Mummy: Tomb of the Dragon Emperor is een Amerikaanse horrorfilm geproduceerd door Universal Studios. Deze film werd noch geschreven noch geregisseerd door Stephen Sommers, maar werd geregisseerd door Rob Cohen. Stephen Sommers was wel betrokken als producent. De film kwam in première op 1 augustus 2008 met in de hoofdrollen Brendan Fraser, Jet Li en Maria Bello. Jet Li vertolkte tevens de rol van de mummie keizer Han oftewel de drakenkeizer. Deze mummie is echter in tegenstelling tot alle voorgaande films van Chinese origine. Het werd voor acht prijzen genomineerd waarvan het er twee won.
De film speelt zich 15 jaar na zijn voorganger af in China. Rick O'Connell, zijn vrouw Evelyn en haar broer Jonathan zijn met pensioen. De zoon van Rick en Evelyn Alex is nu zelf een avonturier. Ze moeten samenwerken met twee mysterieuze Chinese vrouwen om keizer Han te verslaan.
De film had een budget van $145 miljoen en een opbrengst van $400,1 miljoen. Ondanks de goede opbrengst, vonden critici het bijlange na niet zo goed als zijn voorgangers.

### Cast
| Personage                                      | Films              | Films                     | Films                                        |
| Personage                                      | The Mummy (1999)   | The Mummy Returns (2001)  | The Mummy: Tomb of the Dragon Emperor (2008) |
| ---------------------------------------------- | ------------------ | ------------------------- | -------------------------------------------- |
| Richard “Rick” O'Connell                       | Brendan Fraser     | Brendan Fraser            | Brendan Fraser                               |
| Evelyn Carnahan-O'Connell / Princess Nefertiri | Rachel Weisz       | Rachel Weisz              | Maria Bello                                  |
| Alexander “Alex” O'Connell                     |                    | Freddie Boath             | Luke Ford                                    |
| Jonathan Carnahan                              | John Hannah        | John Hannah               | John Hannah                                  |
| Imhotep                                        | Arnold Vosloo      | Arnold Vosloo             |                                              |
| Ardeth Bay                                     | Oded Fehr          | Oded Fehr                 |                                              |
| Meela Nais / Anck-su-namun                     | Patricia Velásquez | Patricia Velásquez        |                                              |
| Farao Seti I                                   | Aharon Ipale       | Aharon Ipale              |                                              |
| —                                              | The Mummy          | The Mummy Returns         | The Mummy: Tomb of the Dragon Emperor        |
| Beni Gabor                                     | Kevin J. O'Connor  |                           |                                              |
| Dr. Allen Chamberlain                          | Jonathan Hyde      |                           |                                              |
| Dr. Terrance Bay                               | Erick Avari        |                           |                                              |
| Isaac Henderson                                | Stephen Dunham     |                           |                                              |
| David Daniels                                  | Corey Johnson      |                           |                                              |
| Bernard Burns                                  | Tuc Watkins        |                           |                                              |
| Cipier Gad Hassan                              | Omid Djalili       |                           |                                              |
| Kapitein Winston Havlock                       | Bernard Fox        |                           |                                              |
| —                                              | The Mummy          | The Mummy Returns         | The Mummy: Tomb of the Dragon Emperor        |
| Baltus Hafez                                   |                    | Alun Armstrong            |                                              |
| The Scorpion King (de Schorpioenenkoning)      |                    | Dwayne Johnson (The Rock) |                                              |
| Lock-Nah                                       |                    | Adewale Akinnuoye-Agbaje  |                                              |
| Izzy Buttons                                   |                    | Shaun Parkes              |                                              |
| Red Willits                                    |                    | Bruce Byron               |                                              |
| Jacques Clemons                                |                    | Joe Dixon                 |                                              |
| Jacob Spivey                                   |                    | Tom Fisher                |                                              |
| —                                              | The Mummy          | The Mummy Returns         | The Mummy: Tomb of the Dragon Emperor        |
| Keizer Han                                     |                    |                           | Jet Li                                       |
| Generaal Yang                                  |                    |                           | Anthony Wang                                 |
| Lin                                            |                    |                           | Isabella Leong                               |
| “Mad Dog” Maguire                              |                    |                           | Liam Cunningham                              |
| Professor Roger Wilson                         |                    |                           | David Calder                                 |
| Generaal Ming Guo                              |                    |                           | Russell Wong                                 |
| Zi-Yuan                                        |                    |                           | Michelle Yeoh                                |
| —                                              | The Mummy (1999)   | The Mummy Returns (2001)  | The Mummy: Tomb of the Dragon Emperor (2008) |

## Spin-off filmreeks: The Scorpion King
Er werd na het succes van de tweede filmreeks, besloten om in 2002 een spin-off te maken rond het personage The Scorpion King (de schorpioenenkoning) uit The Mummy Returns (2001). Dit speelt zich 5000 jaar af voor de gebeurtenissen in die film waardoor het ook een prequel is. De eerste en de tweede film werden geschreven door Stephen Sommers. Dwayne Johnson speelt opnieuw zijn personage The Scorpion King in de eerste film in deze serie. Daarna verschenen er drie direct-naar-dvd-films als vervolgen. De tweede film in de serie is echter een prequel van de eerste film (die een prequel op The Mummy Returns is). Dwayne Johnson hervat zijn rol na de eerste film niet meer. In de tweede film speelt Michael Copon de rol van Mathayus oftewel The Scorpion King. In de derde en vierde film die zich afspelen na de gebeurtenissen in de eerste film, vertolkt Victor Webster de rol van Mathayus. Ondanks het feit dat er in deze prequels geen klassiek monsters in meespelen, worden deze films beschouwd als een onderdeel van de Universal Monstersfranchise doordat ze een prequel zijn op de Universal's remake van The Mummy.

### The Scorpion King (2002)
The Scorpion King is een Amerikaanse avonturenfilm geproduceerd door Universal Studios. De film werd geregisseerd door Chuck Russell en kwam uit op 19 april 2002 met Dwayne Johnson (The Rock) in de hoofdrol samen met Steven Brand, Michael Clarke Duncan en Kelly Hu. De film is een prequel op The Mummy Returns (2001). De film werd genomineerd voor vijf prijzen waarvan het er twee won.
De film speelt zich af in het Oude Egypte en Kanaän, 5000 jaar in het verleden. Memnon, de slechte heerser over de beruchte stad Gomorrah, is vastberaden om alle nomaden uit te roeien. De overgebleven stammen, normaal vijanden van elkaar, moeten nu samen zien te werken. Ze huren een ervaren moordenaar in, Mathayus de latere Scorpion King, om het vijandige kamp te infiltreren, en de slechte heerser uit te schakelen.
De film had een budget van $60 miljoen en een opbrengst van $165,3 miljoen.

### Prequel: The Scorpion King 2: Rise of a Warrior (2008)
The Scorpion King 2: Rise of a Warrior is een Amerikaanse direct-naar-DVD avonturenfilm geproduceerd door Universal Studios. De film werd geregisseerd door Russell Mulcahy en kwam uit op 19 augustus 2008. Michael Copon, Randy Couture en Karen David speelden de hoofdrollen. Michael Copon vertolkte de rol van Mathayus (de latere Scorpion King). De film is verrassend genoeg een prequel op de film The Scorpion King (2002) dat zelf al een prequel is op The Mummy Returns (2001).
Wanneer de jonge Mathayus getuige is van de dood van zijn vader door toedoen van de koning, zweert hij wraak. Hij traint vervolgens om een van de sterkste en meest gevreesde krijgers ooit te worden

### The Scorpion King 3: Battle for Redemption (2012)
The Scorpion King 3: Battle for Redemption is een Amerikaanse direct-naar-DVD avonturenfilm geproduceerd door Universal Studios. De regie was in handen van Roel Reiné en de film kwam uit op 17 januari 2012. De hoofdrollen werden vertolkt door Victor Webster, Billy Zane, Temuera Morrison en Krystal Vee. Victor Webster speelt tevens ook de rol van Mathayus (de latere Scorpion King). De film speelt zich chronologisch af na de eerste en uiteraard ook dus de tweede film in deze reeks, maar nog altijd ruim voor The Mummy Returns. De tweede film speelt zich namelijk voor de eerste film af.
De film gaat verder met het verhaal van Mathayus na de eerste film. Hij is nu een huurmoordernaar. De film richt zich op Mathayus' strijd tegen Talus terwijl hij probeert om een oorlog in drie koninkrijken van Egypte te stoppen.

### The Scorpion King 4: Quest for Power (2015)
The Scorpion King 4: Quest for Power is een Amerikaanse direct-naar-DVD avonturenfilm geproduceerd door Universal Studios. De film werd geregisseerd door Mike Elliott en kwam uit op 6 januari 2015. De hoofdrollen werden vertolkt door Victor Webster, Ellen Hollman, Lou Ferrigno en Rutger Hauer. Victor Webster speelt tevens ook de rol van Mathayus (de latere Scorpion King). De film speelt zich chronologisch af na de vorige films, maar nog altijd voor The Mummy Returns.
Mathayus wordt ten onrechte beschuldigd van moord op de koning Norvania. Hierdoor moet hij het opnemen tegen alle soldaten van het koninkrijk. Met twee bondgenoten zoekt Mathayus naar de weg om de op macht beluste troonopvolger te stoppen voordat hij een almachtige mythische kracht krijgt.

## Remake 2017
Er is een remake van The Mummyfranchise gepland, waarvan de première aangekondigd is op 24 maart 2017.

## Computerspellen

### The Mummy (2000)
The Mummy is een computerspel gebaseerd op de gelijknamige film uit 1999. Het spel werd uitgebracht door Universal Interactive en Konami op 17 november 2000. Het is beschikbaar voor PS1, GBC en
PC.

### The Mummy Returns (2001)
The Mummy Returns is een computerspel gebaseerd op de gelijknamige film. Het spel werd uitgebracht door Universal Interactive op 4 oktober 2001. Het is beschikbaar voor PS2 en GBC.

### The Scorpion King: Sword of Osiris (2002)
The Scorpion King: Sword of Osiris is een computerspel gebaseerd op de eerste film in deze prequelreeks: The Scorpion King (2002). Het spel werd uitgebracht door Universal Interactive op 2 april 2002. Het is beschikbaar voor GBA.

### The Scorpion King: Rise of the Akkadian (2002)
The Scorpion King: Rise of the Akkadian is een computerspel gebaseerd op de eerste film in deze prequelreeks: The Scorpion King (2002). Het spel werd uitgebracht door Vivendi Games op 11 september 2002. Het is beschikbaar voor PS2 en GameCube.

### The Mummy: Tomb of the Dragon Emperor (2008)
The Mummy: Tomb of the Dragon Emperor is een computerspel gebaseerd op de gelijknamige film. Het spel werd uitgebracht door Sierra Entertainment op 22 juli 2008. Het is beschikbaar voor Wii, Nintendo DS en PS2

## Andere media

### Televisieserie:The Mummy: The Animated Series(2001)
The Mummy: The Animated Series is een Amerikaanse animatieserie gebaseerd op de film The Mummy uit 1999. De serie liep twee seizoenen van 2001 tot 2003, met een totaal van 26 afleveringen. De serie is ook in Nederland uitgezonden door Net5. De hoofdpersonages uit The Mummy (1999) en The Mummy Returns (2001) komen geanimeerd terug, maar de acteurs uit die films spraken niet de stemmen in. Imhotep is de antagonist in deze televisieserie.

### Boekenserie:The Mummy Chronicles(2001)
The Mummy Chronicles (Nederlands:De mummie kronieken) is een vierdelige kinderboekenserie geschreven door de Amerikaanse schrijver Dave Wolverton gebaseerd op de eerste films: The Mummy (1999) en The Mummy Returns (2001) van Stephen Sommers. De serie werd uitgegeven door Skylark in 2001. De boeken verschenen niet in het Nederlands.
1. Revenge of the Scorpion King
2. Heart of the Pharaoh
3. The Curse of the Nile
4. Flight of the Phoenix

### Pretparkattractie: Revenge of the Mummy
Revenge of the Mummy is een attractie in vier verschillende pretparken: Universal Studios Florida, Universal Studios Hollywood, Universal Studios Singapore en Universal Studios Dubailand.